# Anolis maynardi
Anolis maynardi es una especie de escamosos de la familia Dactyloidae.

## Distribución geográfica
Es endémica de las Islas Caimán.